# Thomas Recker
Thomas Recker (* 1946 in Bremen) ist ein deutscher Bildhauer und Grafiker.

## Biografie

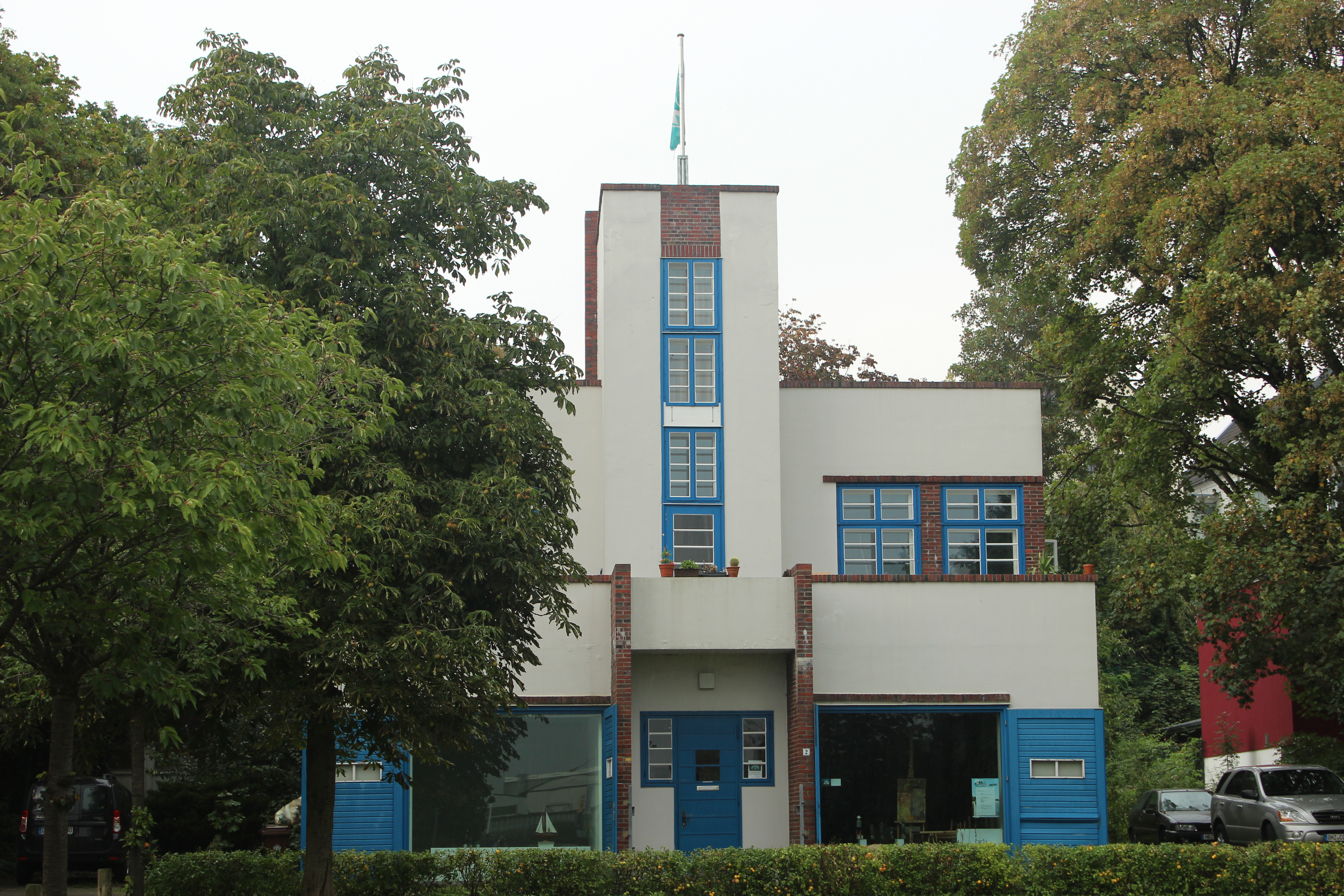
Haus am Wasser

Recker studierte 1968 bis 1974 an der Hochschule für Künste Bremen bei Gerhart Schreiter Bildhauerei. Danach folgten die Teilnahme an mehreren Wettbewerben und Ausstellungen.
1978 erhielt er den Bremer Förderpreis für Bildende Kunst. 1989 bis 1998 hatte er einen Lehrauftrag an der HfK Bremen im Fachbereich Freie Kunst inne. Neben einem Atelier in Bremen-Findorff arbeitet er seit 2000 in einer Ateliergemeinschaft mit Helmut Streich im Haus am Wasser in Bremen-Vegesack.
„Reckers Arbeiten hat über seine Individualität hinaus eine ausgesprochen politische Dimension: Es will Verhältnisse transparent und damit veränderlich machen.“

## Objekte im Öffentlichen Raum (Auswahl)

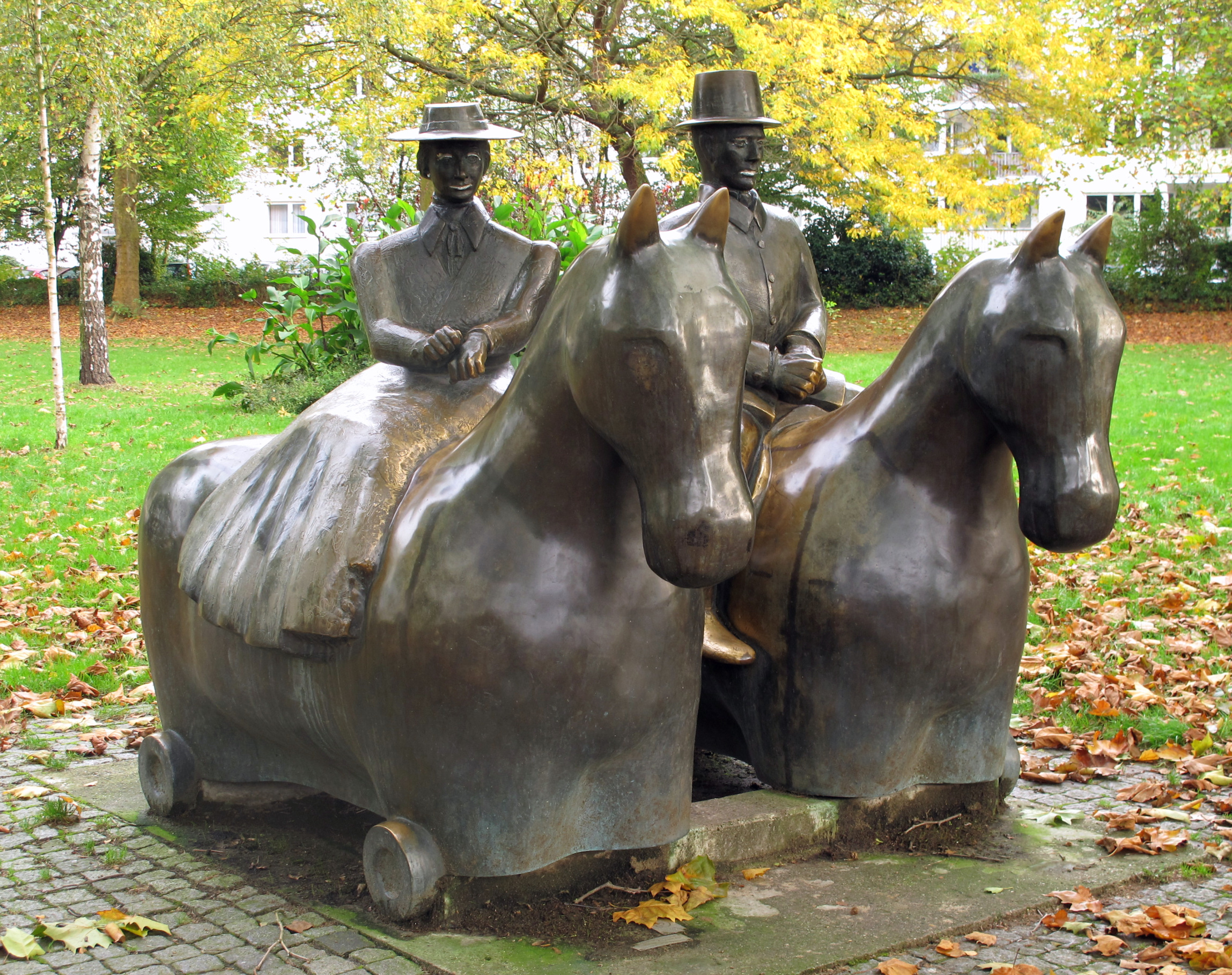
Gräfin Emma und Herzog Benno

- Gräfin Emma und Herzog Benno, 1977: gegossener Betonwerkstein, Farbe, lebensgroß. 1988 veränderte Zweitfassung in Bronze,  H.-H.-Meier-Allee, Bremen-Schwachhausen
- 1983: Wandbild am Bunker Admiralstraße, Bremen-Findorff
- Behinderung, 1984: 21 in die Gebäudewände integrierte Reliefs im Eingangs- und Aufenthaltsbereich der Betriebsstätte Ost des Martinshof, Werkstatt für behinderte Menschen, Bremen
- Faschismus und Widerstand, 1985: monochromes Wandbild zum Thema Nationalsozialismus, 9,5 m × 25 m, Bunker Am Rosenberg, Bremen-Hastedt
- Ich wär so gern Dein Teddybär, 1987: Bronze, 1,4 m × 1,4 m × 2,2 m auf der Berliner Freiheit in Bremen-Vahr
- 1987: Wandrelief im Rathaus Weyhe
- o.T., 1993: Skulpturenensemble, Bronze, Bremen-West
- Das Kissen, 1993: Bronzeskulptur, ca. 2 m × 2,3 m, in die Oberfläche sind kleine Zeichnungen eingraviert, die Alltagserlebnisse in Findorff beschreiben, Bremen-Findorff

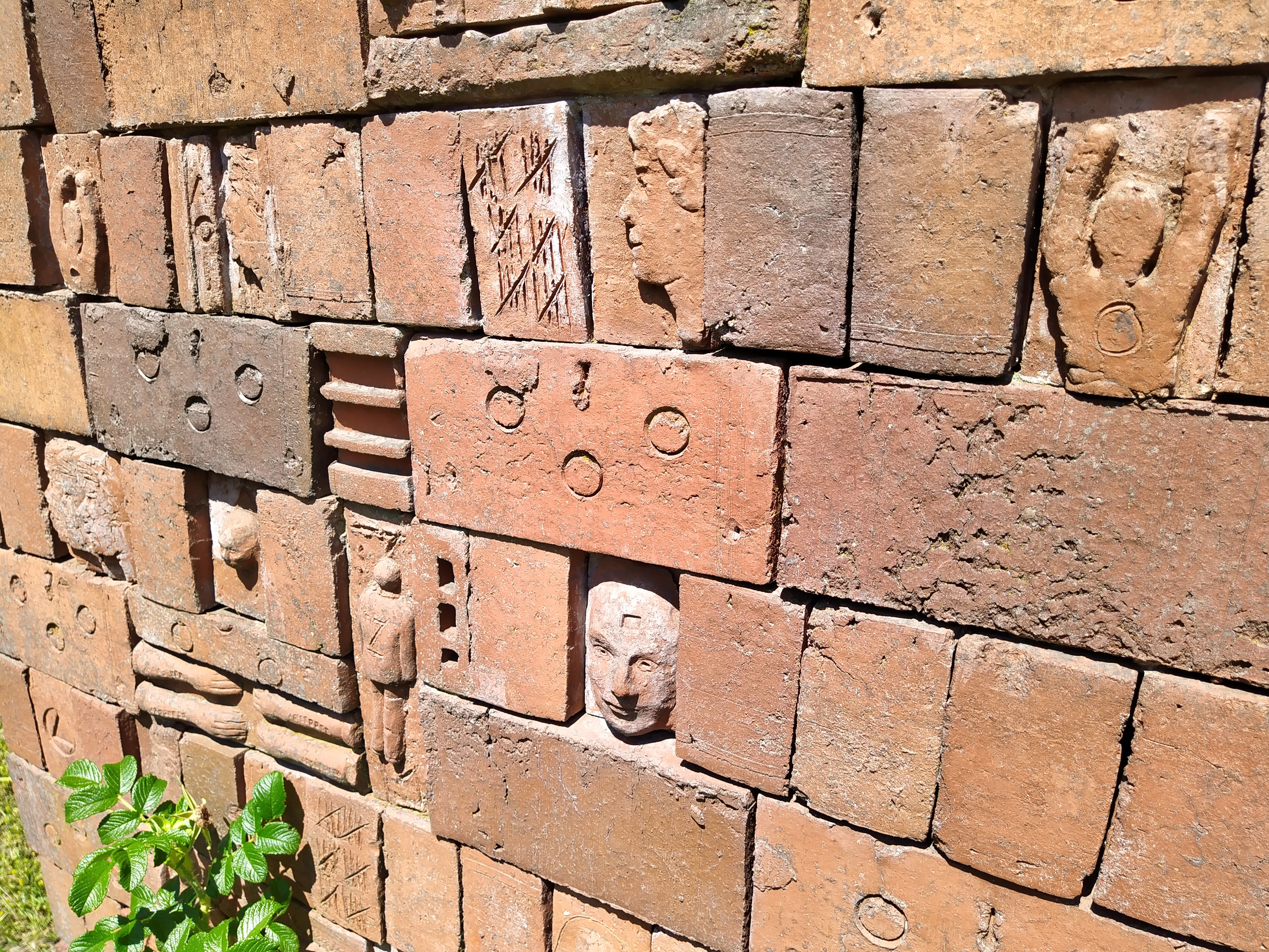
Gegen das Vergessen

- Gegen das Vergessen, 1993: Mahnmal aus mit Zeichen und Figuren ausgeschmückten, gestapelten Ziegelsteinen für die Opfer und Verfolgten in Weyhe in der Zeit des Nationalsozialismus, insbesondere Zwangsarbeiter, Rathausplatz, Weyhe-Leeste
- Boden, Wand, Raum, 1998: Innenbereich des Seminar-Forschungs-Gebäudes (SFG) der Universität Bremen, Wandzeichnungen auf grauen unverputzten Betonwänden in unterschiedlichen Größen in Seminarräumen und Foyers, 2000 handbemalte Keramikfliesen mit unterschiedlichen Motiven wie Farbfeldmalereien, Ornamenten, Zeichen und humorvollen Alltagsszenen am zentralen Fahrstuhlschacht und den Wänden des zentralen Treppenaufgangs über alle Stockwerke hinweg, Bremen-Lehe
- Figurengruppe (auch Familie mit Tante), 2001: Ensemble aus sieben lebensgroßen Bronzeskulpturen, Vegesacker Bahnhofsplatz, Bremen-Vegesack
- 2002: Freiplastik für die Stiftung Friedehorst
- 2004: Admiral Brommy, Büste von Karl Rudolf Brommy in unmittelbarer Nähe zu Knoops Park, Bremen-Burglesum
- 2007: Skulpturenessemble, Schule Borchshöhe, Aumund-Hammersbeck, Bremen[3]
- 2022: Vegesacker Junge, am Vegesacker Hafen

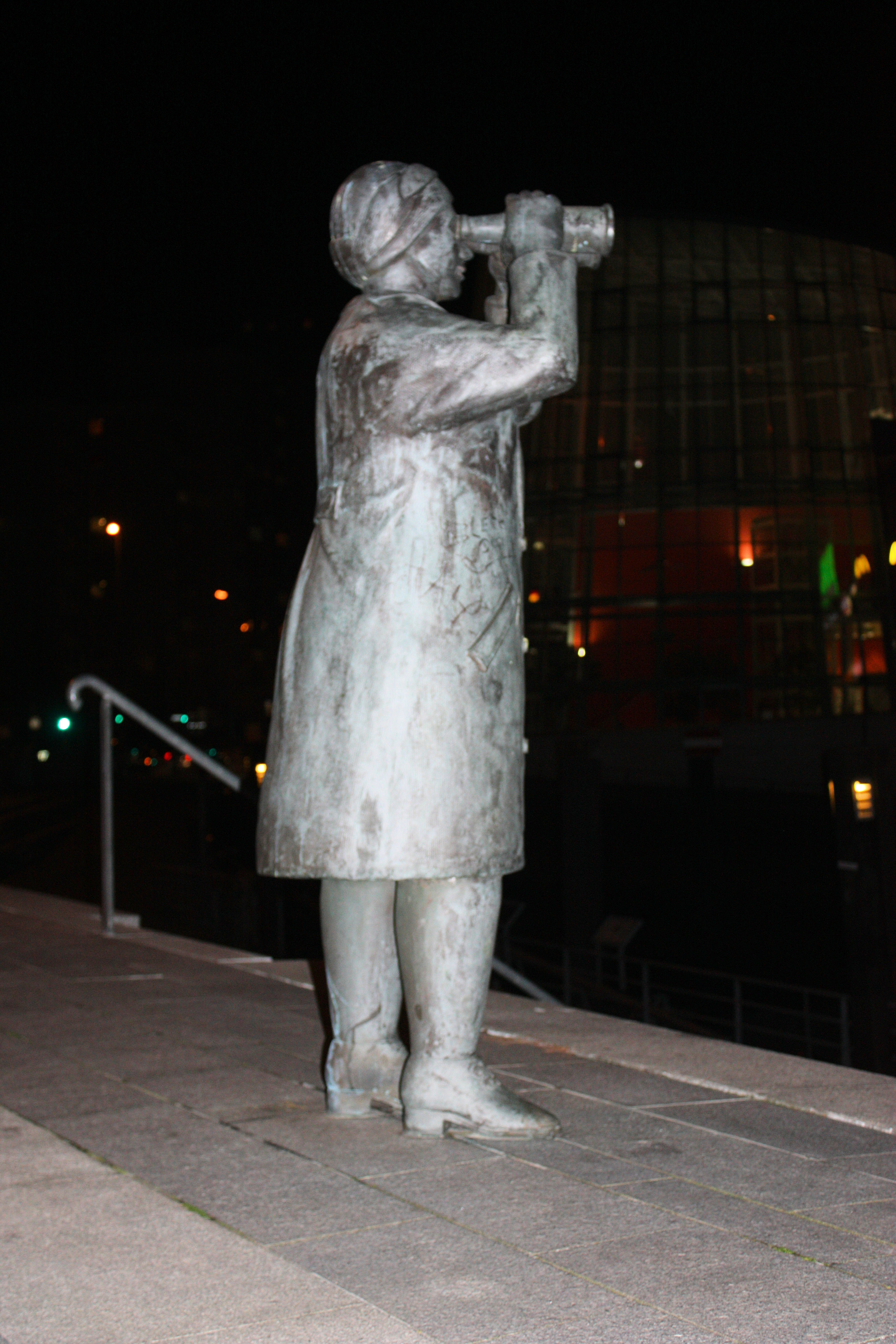
Skulptur Ankunft
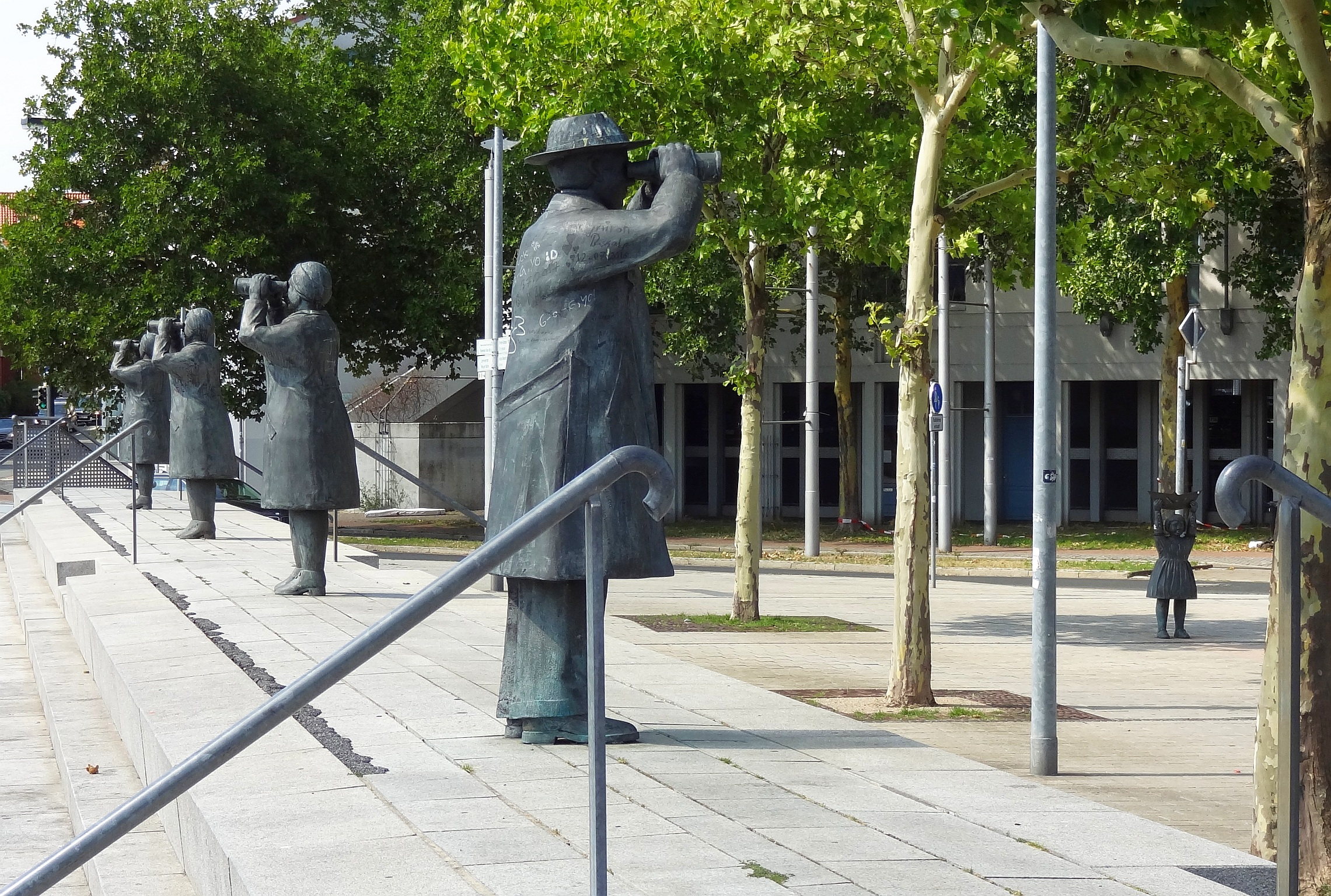
Fünf Figuren aus der Gruppe Ankunft und Abschied
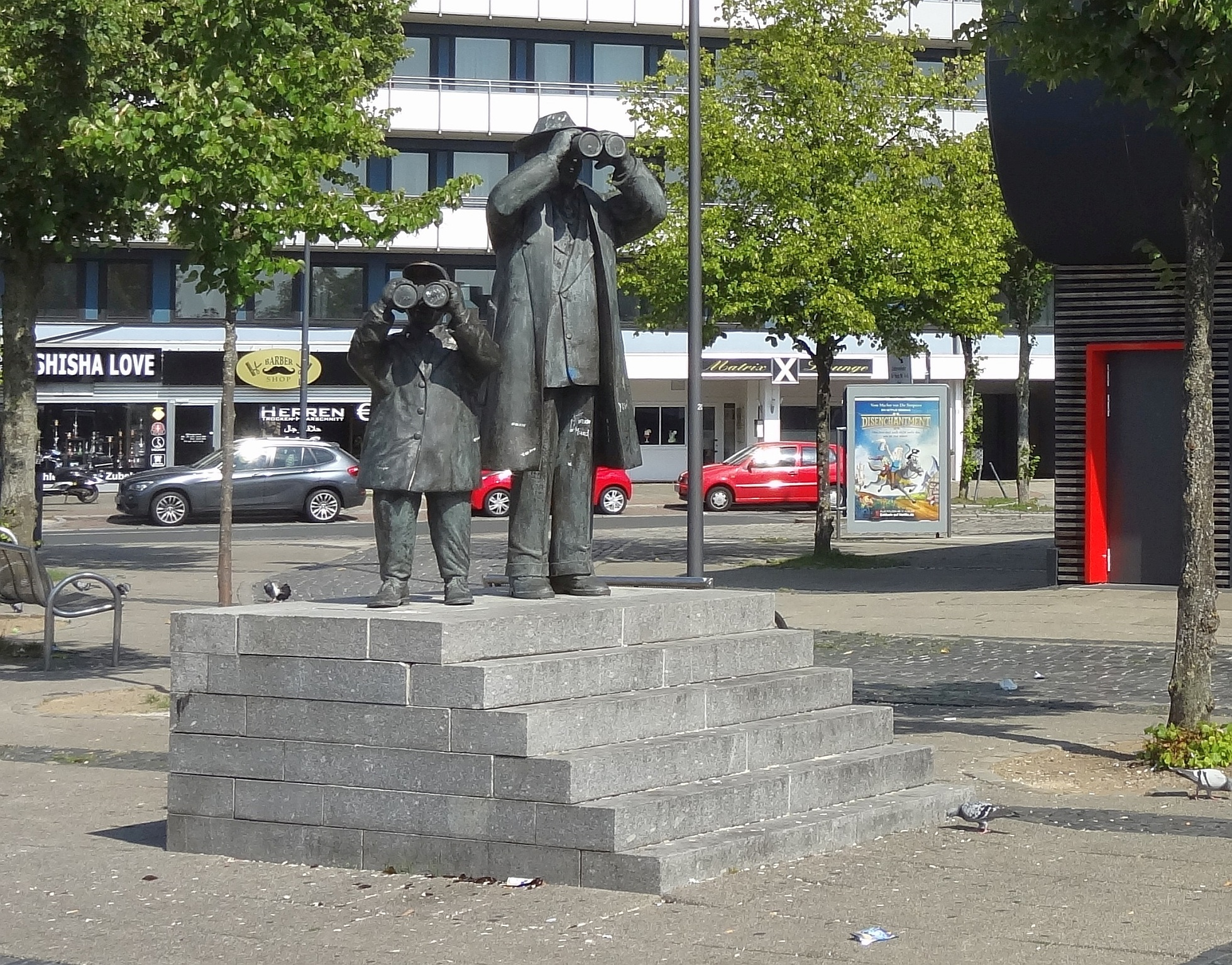
Figurengruppe
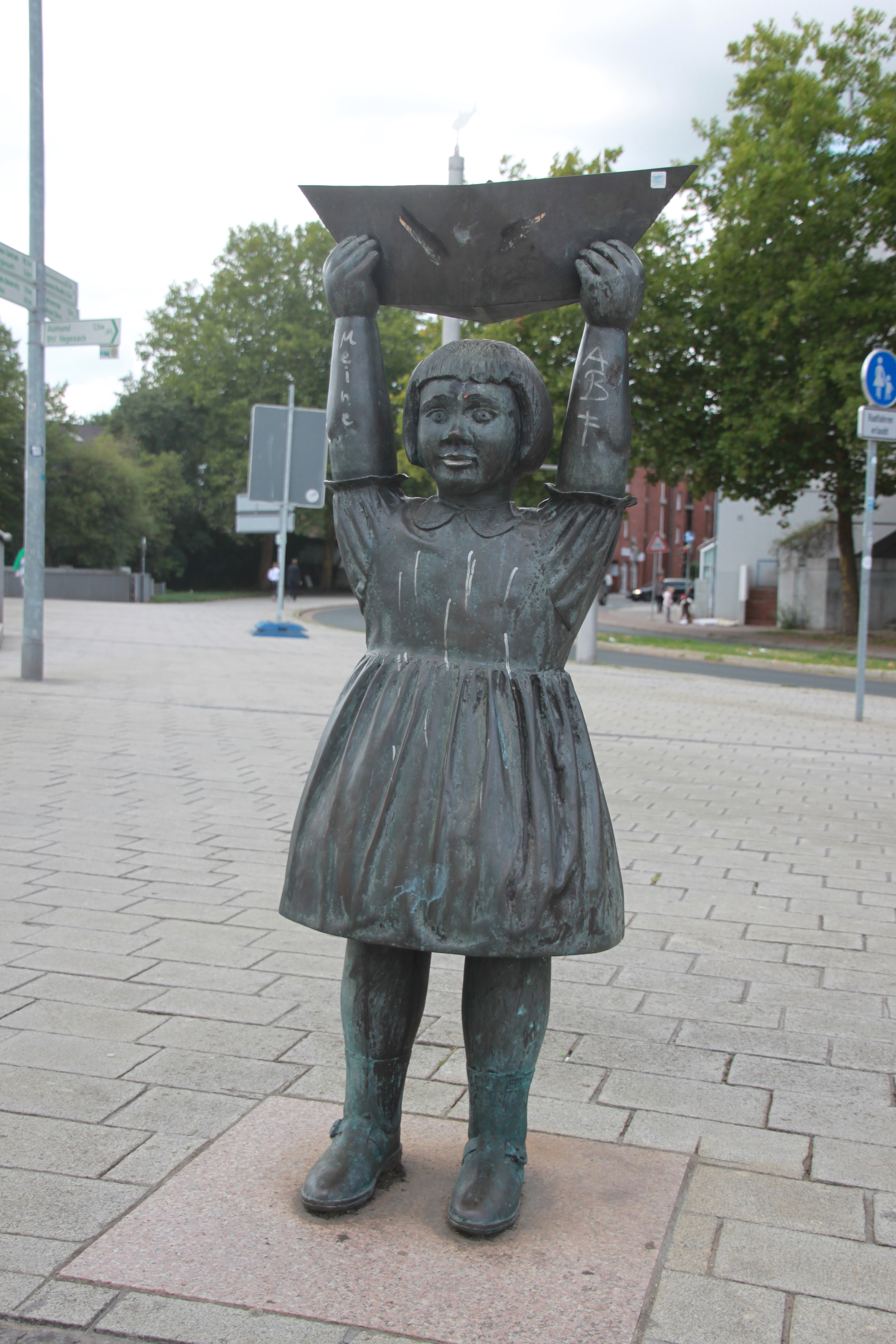
Figur aus der Gruppe Ankunft und Abschied
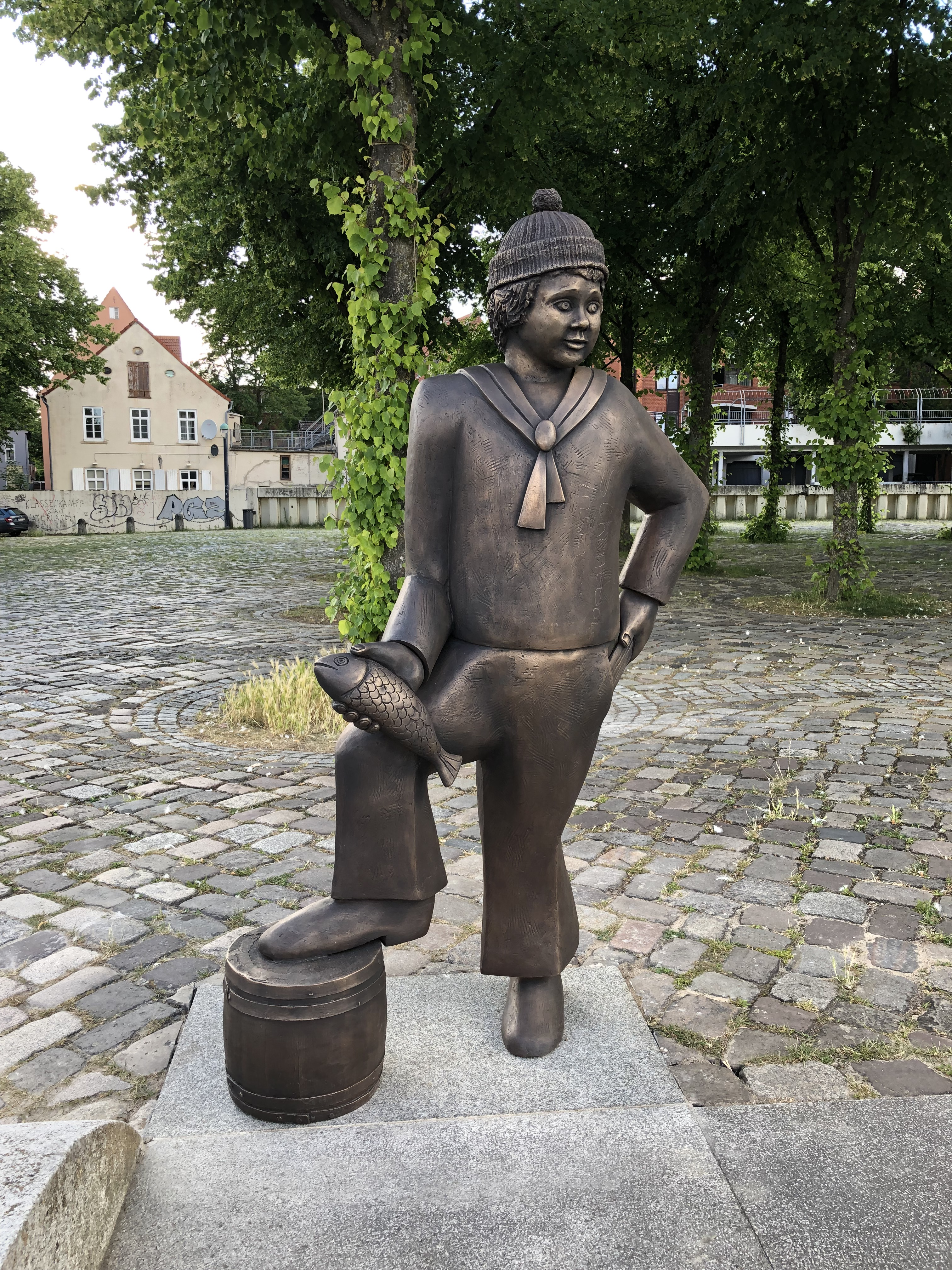
Vegesacker Junge
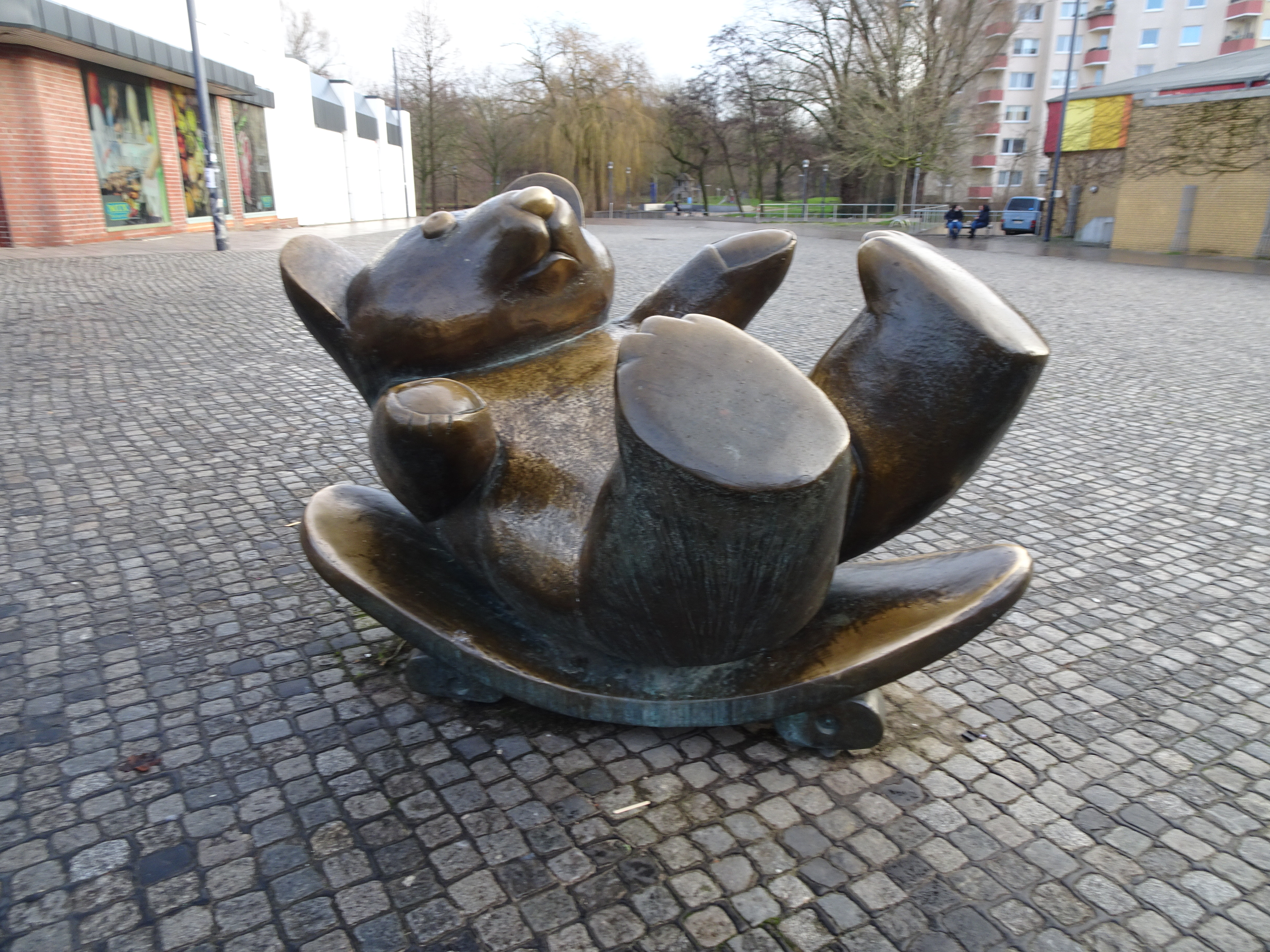
Ich wär so gern Dein Teddybär

## Ausstellungen (Auswahl)

### Einzelausstellungen
- 1974 Atelier K, Lilienthal, „Objekte und Zeichnungen“
- 1977 Graphothek Bremen, „Kleinplastiken und Zeichnungen“
- 1978 Galerie Gruppe Grün, Bremen, „Zeichnungen“
- 1980 BBK Danzig, „Zeichnungen und Texte“; Galerie Keitum, Sylt, „Kleinplastik und Zeichnung“
- 1983 Galerie 7, Freiburg, „Kleinplastiken, Zeichnungen und Texte“
- 1985 Bremer Kunstfrühling, Überseemuseum, Bremen, „Skulpturen und Bilder“
- 1987  Villa Ichon, Bremen, „Kulturpreiskandidaten der Villa Ichon“; Galerie Brauer, Rotenburg, „Assemblagen, Zeichnungen“
- 1989 Noordkunst, Zuidlaren, Niederlande, „Bilder und Plastiken“
- 1991 Galerie Dahlem-Dorf, Berlin, „Assemblagen“
- 1992 Städtische Galerie Bremen im Buntentor, Bremen, „Zeichenzyklus zur Colonia Dignidad“
- 1995 Galerie in Vilsen, „Zeichnungen“
- 1996 Dirty Window Gallery, Berlin
- 1997 VHS-Atelier Bremen, „Prag 1989“, Reisebilder
- 1998 Galerie Idea & Art, Bad Honnef ,1999 „Sie schwimmen immer oben“, Skizzen zum 6. Juni 1999
- 2009 Logenhaus Hoya, „Reckers Welt“

### Gruppenausstellungen
- 1974 Forum junger Kunst, Wolfsburg; Kunsthalle Bremen, „28 Künstler“
- 1976 Kunstverein Hannover, „5 Realisten“
- 1979 Stadtmuseum Oldenburg, Gruppe Grün; Kunsthalle Hof, Gruppe Grün
- 1980 BBK Danzig, PL; Kunstverein Hannover, Herbstausstellung; Kunstverein Essen, Gruppe Grün
- 1981 Museum Nienburg, „Recker, Stuzmann, Völker“; Stedelijk Museum, Schiedam, Niederlande, „Bremer Künstler“; Gesellschaft für Aktuelle Kunst (GAK) Bremen, „1. Bremer Kunstausstellung“
- 1982 GAK Bremen, „2. Bremer Kunstausstellung“; Große Kunstausstellung Düsseldorf
- 1983 Bundesverband Bildender Künstlerinnen und Künstler (BBK) Bremen, „Faschismus und Widerstand“; Galerie Gruppe Grün, Bremen, „Skizze, Zeichnung, Bild“
- 1986 Kunstverein Hannover, Herbstausstellung
- 1991 „Erotik“, Kunstverein Nord
- 1992  Rathaus Bremen, „Gruppe Grün im Rathaus“; Castel des Arts, Vallauris, Frankreich
- 1993, Gruppe Gün im BIS Kulturzentrum Mönchengladbach
- 1995 Kulturzentrum Westend, Bremen, „Bilder zur Lage“
- 1996 Gruppe Grün im Zollhaus Leer „Installationen“
- 1998 Gruppe Grün in den Flottmann-Hallen, Herne
- 2000 „Kunst im Speicher“, Spicarium, Bremen-Vegesack, „Das Insekt“, Galerie Kühn, Berlin-Dahlem ,Topografie des Gedächtnisses, Speicher Bremen-Vegesack
- 2001 Tri Top – Plastik.Malerei.Medien, Städtische Galerie Bremen
- 2004 Künstlerhaus Sootbörn, Gruppenausstellung der Mitglieder Gruppe Grün, Galerie Kunstück, Skulpturensommer, Oldenburg
- 2005 Schwarz-Brot-Gold, Landesmuseum Oldenburg
- 2009 Menschenrechte, Kulturkirche St. Stephan, Bremen[4]